# Enrique Borwin II de Mecklemburgo
Enrique Borwin II, señor de Mecklemburgo (1170-5 de junio de 1226) fue un miembro de la Casa de Mecklemburgo, fue un príncipe de Mecklemburgo desde 1219 hasta 1226 y señor de Rostock (1225-1226).

## Biografía
Borwin Enrique II era un hijo de Enrique Borwin I y Matilde de Blieskastel.  Fue el nieto del príncipe eslavo Pribislao, el fundador de la casa de Mecklemburgo. Después de que él muriera en 1226 en Güstrow, sus cuatro hijos gobernaron Mecklemburgo conjuntamente hasta 1234. Luego dividieron Mecklemburgo en los principados de Werle, Parchim-Richenberg, Rostock y Mecklemburgo.

## Matrimonio y descendencia
Enrique Borwin se casó en 1200 con Cristina de Suecia (m. después de 20 de mayo de 1248), la hija del rey Sverker II de Suecia.  Tuvieron los siguientes hijos:
- Nicolás I, señor de Werle (1210-1277)
- Juan I el teólogo, señor de Mecklemburgo (1211-1264)
- Enrique Borwin III de Rostock (1220-1278)
- Pribislao, señor de Parchim-Richenberg (1224-1256), m. en 1275
- Margarita (m. después del 18 de agosto de 1267), se casó en 1230 con el conde Gunzelin III de Schwerin
- Matilde (m. después del 23 de noviembre de 1270), se casó en 1229 con el duque Sambor II de Pomerelia